# Großhartmannsdorf
Großhartmannsdorf är en kommun och ort i Landkreis Mittelsachsen i förbundslandet Sachsen i Tyskland. Kommunen har cirka 2 400 invånare.